# Beaugas
Beaugas település Franciaországban, Lot-et-Garonne megyében. Lakosainak száma 329 fő (2022. január 1.). Beaugas Cancon, Boudy-de-Beauregard, Castelnaud-de-Gratecambe, Monbahus, Moulinet, Pailloles, Pinel-Hauterive és Saint-Pastour községekkel határos.

## Népesség
A település népességének változása:
| Lakosok száma | 368  | 347  | 340  | 346  | 339  | 352  | 359  | 354  | 344  | 329  |
|               | 1968 | 1982 | 1990 | 2006 | 2013 | 2015 | 2017 | 2019 | 2020 | 2022 |